# Cathédrale de Savone
La cathédrale de Savone est une église catholique romaine de Savone, en Italie. Il s'agit de la cathédrale du diocèse de Savone-Noli. Elle se trouve dans le centre historique non loin de la chapelle Sixtine de Savone (it).

## Histoire
En 1528, Savone s'est rendue aux troupes génoises qui avaient conquis la ville et occupaient la partie la plus ancienne sur la colline de Priamar. 
Dans les années suivantes, les Génois y construisirent une imposante forteresse, démolissant systématiquement tous les bâtiments anciens, y compris la cathédrale du IXe siècle, d'abord déconsacrée puis définitivement détruite en 1595. Pour ces raisons, en 1559, le pape Paul IV transféra la cathédrale dans l'église Saint-François, dont le cloître existe encore sur le côté gauche de la cathédrale actuelle. En 1584 a commencé la construction de l'édifice d'aujourd'hui, sur l'ancienne église du couvent Saint-François, achevée en 1605.
En juin 1816, elle fut élevée au rang de basilique mineure.

## Description

### Architecture
La nouvelle cathédrale a été probablement conçue par Battista Sormano. Ses mesures sont de 61 pieds (18,5928 m) de longueur et 39 pieds (11,8872 m) de largeur. Elle comporte un plan en forme de croix latine divisée en trois nefs. Les voûtes de la nef centrale et du transept sont en tonneau, tandis que celles des nefs latérales sont croisées. Le campanile est sur le côté droit et a été achevé seulement en 1929.

### Œuvres d'art
Le portail extérieur date de 1776, il est incorporé dans la façade néo-baroque construite par Guglielmo Calderini (it) entre 1881 et 1886. Sur le mur intérieur se distingue la fresque de Jésus se tournant vers les marchands du temple, une œuvre de Coghetti, auteur de fresques de la voûte, du presbytère et du dôme. Respectivement à droite et à gauche, en entrant depuis la porte principale, on trouve un crucifix en marbre du XVe siècle et un font baptismal creusé dans un chapiteau byzantin du VIe siècle. Les deux viennent de l'ancienne cathédrale de Savone. Devant le crucifix se trouve un impressionnant bénitier de la Renaissance, un don de Jules II à l'ancienne église franciscaine.
Dans l'allée de droite, se trouve, dans la première chapelle, L'Apparition de la Vierge à Savone de Ratti, dans la seconde le  Sacré-Cœur de Paolo Gerolamo Brusco (it), dans la troisième une Vierge à l'enfant et les anges, le rêve de Jacob du peintre romain Giovanni Baglione et Abraham avec les anges du Parmesan Giovanni Lanfranco. Ensuite se trouve la porte du cloître surmontée d'une tribune en bois doré d'où Pie VII a suivi les fonctions religieuses pendant la période de la captivité savonnaise (1809-1812) imposée par Napoléon Ier. Dans la quatrième chapelle se trouve le monument à l'évêque Righetti par Renata Cuneo (it). Dans la chapelle du transept domine l'autel du XVIIe siècle dédié aux défunts, alors que la chapelle à droite du presbytère contient un retable du XVIe siècle et quelques monuments funéraires des prélats.

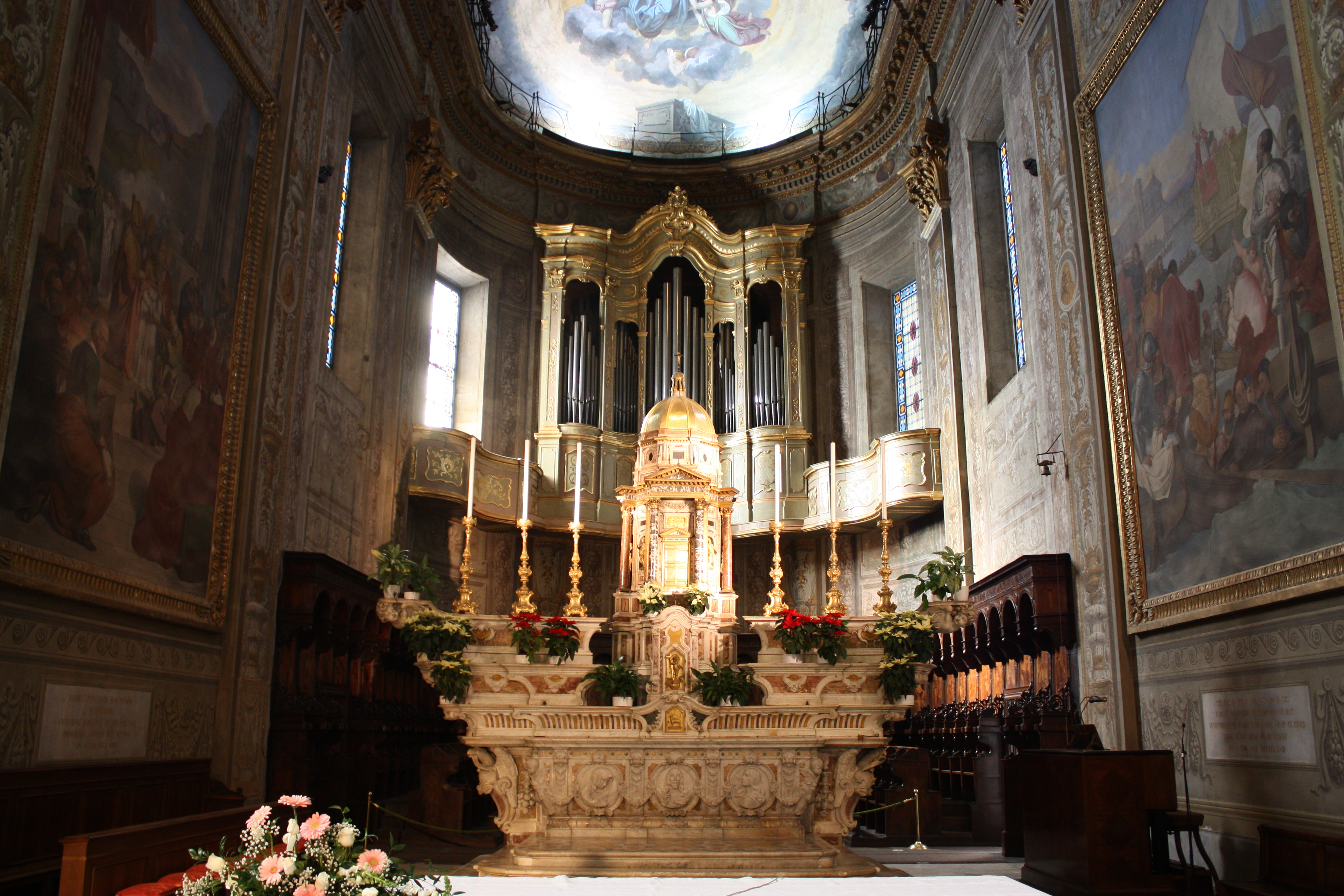
Vue rapprochée de l'autel.

L'autel principal est de 1765, surmonté d'un ciborium octogonal d'Orazio Grassi. Sur les murs sont visibles deux grands tableaux de Coghetti représentants Jules II inaugurant la basilique Saint-Pierre et Sixte IV bénissant la flotte contre les Turcs. Le chœur en bois incrusté  construit entre 1500 et 1521 est particulièrement remarquable. La chaire en provenance de l'ancienne cathédrale, remonte à la première moitié du XVIe siècle et a une forme hexagonale.
Dans la nef gauche, sont visibles dans la première chapelle, un retable du XVIIe siècle représentant saint François de Paule et des fresques de Brusco. Dans la seconde chapelle, un retable représentant l'Adoration des Mages du génois Bernardo Castello et dans la troisième, le Martyre de Sainte Ursule de Cologne d'un autre artiste de Gênes Giovanni Battista Paggi. La porte latérale est surmontée d'un fronton du XIVe siècle de l'ancienne cathédrale, puis la quatrième chapelle de la Madonna della Colonna, fresque médiévale miraculeusement sauvegardée en 1601 lors de la démolition de l'ancienne église San Francesco. Enfin, dans la chapelle du transept on trouve l'autel baroque (1663) de Notre-Dame de la Miséricorde (it) et à gauche de l'autel, dans la chapelle du presbytère, le Martyre de Saint-Étienne et la châsse avec le squelette du bienheureux Ottaviano, évêque de Savone de 1117 à 1128 , qui a prédit l'apparition de Marie.
On y garde quelques reliques de saint Valentin, le saint patron des amoureux.